# Silent Shadow
Silent Shadow es un videojuego arcade realizado por la compañía española de videojuegos Topo Soft en 1988 para los ordenadores de la época Sinclair ZX Spectrum, MSX, Amstrad CPC , Commodore 64 y PC.
El objetivo del juego es hacer llegar sano y salvo un enorme bombardero para poder destruir la flota enemiga situada en el Golfo Pérsico. Para ello el jugador cuenta con un caza moderno y sofisticado cuya potencia, velocidad y capacidad puede llegar a crear falsas imágenes en el radar, siendo así merecedor del sobrenombre de Sombra Silenciosa (Silent Shadow)
Para lograr el objetivo es necesario superar 4 fases (base aérea enemiga, la ciudad, el desierto y la flota naval enemiga. La idea es no alejarse demasiado del bombardero para que no pueda ser alcanzado por el fuego enemigo , ser destruido y finalizar el juego, pero tampoco se debe ir muy despacio porque sino chocarás con el bombardero haciendo que se pierdan las pocas oportunidades. Se dispone de bombas expansivas que destruye a todos los enemigos a la vista. El juego permite que puedan jugar de forma colaborativa hasta dos jugadores simultáneos en sendos cazas silent shadow.
Técnicamente el juego posee una serie de virtudes muy interesantes comparándolos con los juegos de la época: scroll suave y variable en velocidad, gráficos bien definidos y juego simultáneo para 2. Como aspectos negativos la confusión entre enemigos, disparos y decorado.

## Autores
- Programa: Agustín Alcázar (Amstrad CPC), Pablo Toledo Cota (C64), David López Guaita (Spectrum) Gonzalo Martin Erro
- Gráficos:Roberto Potenciano Acebes (Rizo's) (Amstrad CPC), David López Guaita (Spectrum), Julio Martín Erro, Antonio M Romero (C64)
- Producción: Javier Cano Fuente
- Carátula : Alfonso Azpiri